# 日本特工
《日本特工》（英語：Secret Agent of Japan）是一部於1942年上映的美國电影。該電影也是珍珠港事件发生后首部美国抗日電影。普雷斯顿·福斯特出演影片中上海市的一家夜总会老板。